# 문종 (월)
문종(文種, ? ~ 기원전 472년?)은 춘추 시대 월나라의 관료로, 자는 자금(子禽)이다. 범려와 함께 구천을 보좌하여 오나라 멸망에 크게 공헌하였으나, 구천의 의심을 사 숙청당하였다.

## 생애
초나라 장링에서 출생하였고 5세 시절에 일가족을 따라 월나라로 이주하였는데 그의 아명(兒名)은 문회(文會)였으며 초나라에서 월나라로 이주한 이후 6세 시절 문충(文种)으로 개명하였고 13세 시절 문중(文仲)으로 개명(改名)하였다가 나중에 19세 시절 문종(文種)으로 재개명(再改名)하였고 이후 청년 시절이던 기원전 501년 윤상왕 치세 시기였던 월나라에서 문관 관직 등용되어 이후 범여 등과 아울러 월나라 관료를 지내면서 구천왕의 총애를 받으며 월나라 문관, 무관, 관료, 각료, 재상 등을 지내며 군인 겸 정치인을 지내었다.
그 후 월나라 승상을 지내다가 기원전 472년 구천왕에게 모반역모 관련 주요 혐의를 의심받아 구천왕의 노여움을 사기 직전 스스로 목숨을 끊었다.